# JL (Algebra)
JL è il secondo album del gruppo italiano di musica progressive Algebra, pubblicato nel 2009.
Si tratta di un concept album ispirato a Il gabbiano Jonathan Livingston di Richard Bach vicino alla tradizione progressive, ma con influenze folk, jazz e del cantautorato italiano.
Registrato agli inizi degli anni 2000, verrà completato lentamente, con la presenza di prestigiosi ospiti come i fratelli Steve e John Hackett e i cantanti italiani Aldo Tagliapietra (Le Orme), Lino Vairetti (Osanna), Goran Kuzminac e Graziano Romani.
L'immagine di copertina è un quadro di Giovanni Giammetti dal titolo I colori del vento della solitudine.

## Tracce
- 1. Il molo deserto (2'09")
- 2. Jonathan (4'27")
- 3. Il volo perfetto (3'13")
- 4. Aria nuova (1'51")
- 5. La gogna (2'54")
- 6. I gabbiani non volano al buio (2'16")
- 7. Un'altra dimensione (4'01")
- 8. Al naufragio del mio sogno (1'51")
- 9. Un battito d'ali (0'59")
- 10. Ciang (3'50")
- 11. Il fattore tempo (2'52")
- 12. Il richiamo (4'28")
- 13. Fletcher (2'10")
- 14. Soffi da Oriente (1'52")
- 15. Un'infinita idea di libertà (2'56")
- 16. Ritorno allo stormo (2'57")
- 17. Presa di coscienza (3'06")
- 18. Nel vento della grande montagna (1'46")
- 19. L'addio (1'18")
- 20. Atto finale (5'07")

Tutti i brani sono composti da Mario Giammetti, Rino Pastore e Roberto Polcino tranne la traccia 11 (Giammetti-Pastore-Polcino-Maria Giammetti)

## Formazione
- Mario Giammetti – chitarre, basso, voce, tin whistle
- Rino Pastore – tastiere, voce recitata
- Roberto Polcino - tastiere, fisarmonica
- Francesco Ciani - batteria, percussioni
- Maria Giammetti - sax, flauto

Ospiti:
- Steve Hackett: chitarra su Il molo deserto
- John Hackett: flauto su Un'infinita idea di libertà, Ritorno allo stormo e Nel vento della grande montagna
- Graziano Romani: voce su Ciang, secondo flauto su Il molo deserto
- Aldo Tagliapietra: voce su Jonathan
- Lino Vairetti: voce su Il volo perfetto
- Goran Kuzminac: voce su Un'altra dimensione
- Gianfranco Casiero: voce su Al naufragio del mio sogno
- Peppe Timbro: contrabbasso su Jonathan e Il fattore tempo
- Silvia Ricciardi: violino
- Raffaele Tiseo: violino